# Atoin Meto

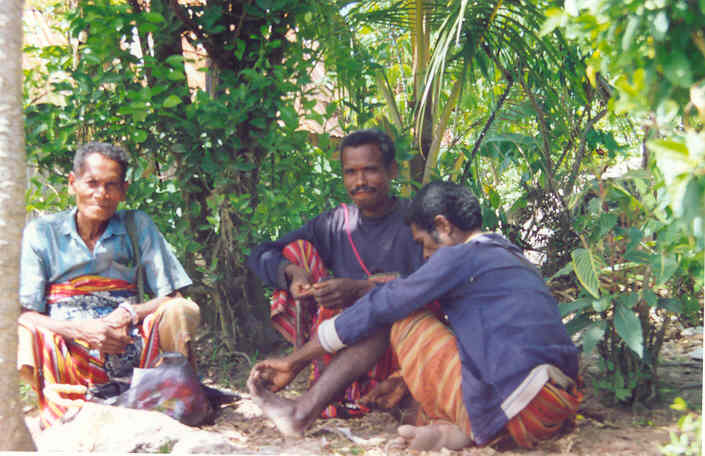
Atoin Meto, Oinlasi, 1991

Die Atoin Meto (atoni, „Mensch“; meto, „trocken“, „einheimisch“), Atoni Pah Meto („Menschen des trockenen Landes“) sind die größte Bevölkerungsgruppe Westtimors, die das gesamte zentrale Bergland besiedelt, ein Gebiet, das sie selbst pah meto („das trockene Land“) nennen. Die veraltete Fremdbezeichnung „Dawan“ wird als diskriminierend empfunden. Die Atoin Meto leben auch in der Exklave Oe-Cusse Ambeno, die zu Osttimor gehört.

## Bevölkerung

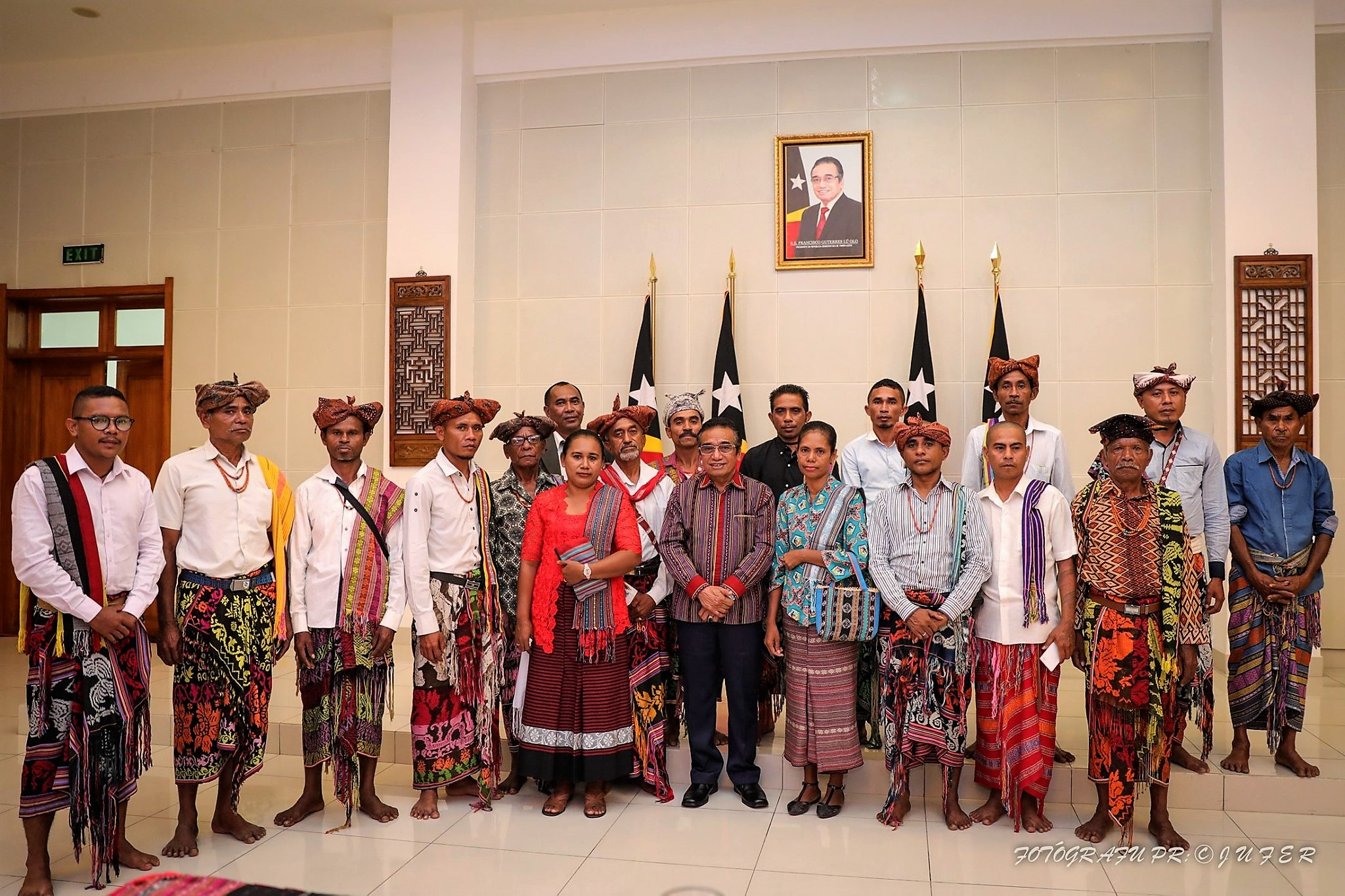
Delegation der Atoin Meto zu Gast bei Osttimors Präsident Francisco Guterres (2019)

Als dominierende Bevölkerung Westtimors verteilen die Atoin Meto sich auf zehn Territorien mit informeller politischer Infrastruktur, die parallel zur indonesischen Administration existiert und sich an einflussreichen Clan-Gruppen (kanaf, wie ein Name) orientiert. Die große Mehrheit dieser Bevölkerung lebt in lokalisierten Weilern (kuan), die von der indonesischen Administration inzwischen zu großflächigen Dörfern (desa) zusammengefasst wurden. Die jährlichen Schwankungen zwischen nasser und trockener Jahreszeit bestimmen und regulieren das gesamte Leben in diesen Siedlungen. Die Atoin Meto betreiben Subsistenzwirtschaft und hängen existenziell von ihren Haus- und Feldgärten ab, in denen sie hauptsächlich Mais und verschiedene Gemüsesorten anbauen. In jedem Weiler bilden kooperative, patrilinear verwandte Haushalte (ume) den Fokus der ökonomischen, sozialen und rituellen Aktivitäten. Sind diese Aktivitäten übergeordneter Natur, so sind der Clan beziehungsweise die Namen-Gruppe (kanaf) die durchführende Gemeinschaft. Jeder Atoin Meto ist Mitglied einer dieser patrilinearen und exogamen Namen-Gruppen, die sich auf ein definiertes Territorium (pah ma nifu, Land und See; Heimat) bezieht, das aus einer Vielzahl von benannten Orten besteht. Die Geschichte dieser Orte reicht bis in den unmittelbaren Alltag der Atoin Meto hinein; er erinnert sie an längst vergangene Ereignisse, die den Namen-Gruppen Bestand und Identität verleihen.
Die Gesamtbevölkerungszahl für das indonesische Westtimor wird mit 1,8 Millionen (2010) angegeben. 2015 zählte man im osttimoresischen Oe-Cusse Ambeno 68.913 Einwohner.
Die Sprache der Atoin Meto nennt sich Uab Meto (Dawan). In Oe-Cusse Ambeno spricht man den Dialekt Baikeno.

## Geschichte

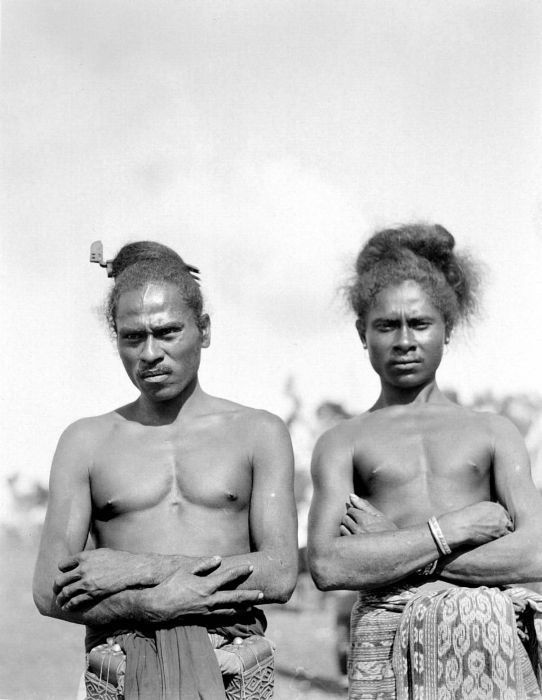
Zwei Atoin Meto aus Amarasi in der ersten Hälfte des 20. Jahrhunderts

Man vermutet, dass Australo-Melanesier etwa 40.000 bis 20.000 v. Chr., während der letzten Eiszeit, vom Norden und Westen her Timor erreichten. Zu diesem Zeitpunkt waren die Großen Sundainseln durch Landbrücken mit dem asiatischen Kontinent verbunden und der Weg über das Meer bis Timor deutlich kürzer. Ihre Nachkommen, die Atoin Meto, repräsentieren die ursprüngliche Bevölkerung Timors und zeichnen sich durch eine sehr dunkle Hautfarbe und glatte, schwarze Haare aus.
Geht man davon aus, dass die Piroge erst 7.000 v. Chr. erfunden wurde, kann man annehmen, dass die Strecken über das Meer mit Flößen bewältigt wurden. 20.000 v. Chr. war die Landwirtschaft noch nicht gängige Praxis. Die Menschen lebten in kleinen Clans oder Stämmen zusammen, die als Jäger und Sammler ohne feste Siedlungen umherzogen.
Später wurden die Atoin Meto durch folgende Einwanderungswellen auf den Westteil der Insel zurückgedrängt.

## Künstlerische Ausdrucksweisen

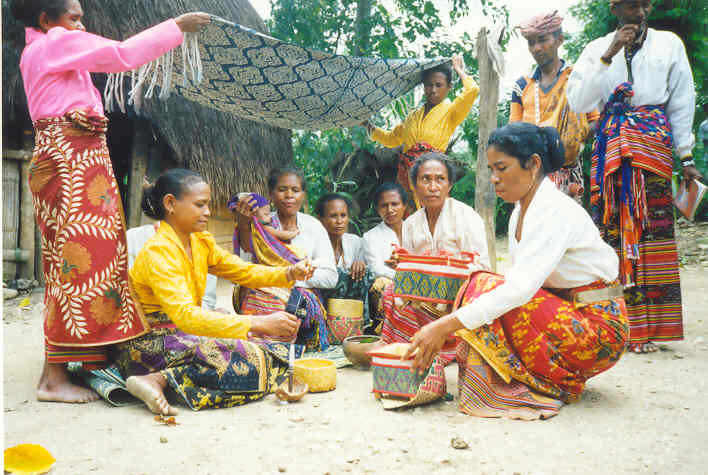
Atoin-Meto-Ritual, Niki-Niki Un, 1992

In den Ritualen der Atoin Meto, die den Lebenszyklus des Individuums, die Landwirtschaft und den Hausbau begleiten, kooperieren zwei unterschiedliche gesellschaftliche Gruppen, Männer und Frauen, deren künstlerische Ausdrucksweisen zum Gelingen dieser Rituale beitragen. Der poetische Sprachgebrauch der Männer (Wort) und die textile Motivik der Frauen (Bild) gestalten in Gegenseitigkeit die erforderlichen Riten und erfüllen so ihren Zweck.
Die prominenten Medien in diesen Ritualen sind von Männern öffentlich vorgetragene mündliche Dichtungen (tonis) als Regionalgeschichte sowie die demonstrative Zurschaustellung der von Frauen produzierten Textilien als Indikator territorialer Zugehörigkeit.

## Die soziale Organisation
Die untrennbare Verbindung einer Verwandtschaftsgruppe mit einem bestimmten Territorium bildet das grundlegende Prinzip der sozialen Organisation der Atoin Meto. Basis und Zentrum der sozialen Aktivitäten bildet die „minimal lineage“, die unterste der kooperierenden Abstammungsgruppen.
Jede Lineage (ume, Haus, Haushalt, Familie) als lokale, unilineare Abstammungsgruppe bildet einen relativ autonomen Haushalt (ume), deren Mitglieder in einem agnaten Verwandtschaftsverhältnis zueinander stehen: ein Mann, dessen Frau und deren Kinder, die erwachsenen Söhne und deren Familien sowie die Brüder des Mannes mit dessen erwachsenen Söhnen und deren Familien. Eine Atoin Meto-ume stellt sich so als eine erweiterte Familie dar, in der zwei oder mehr unilinear miteinander verwandte Generationen leben. Für eine solche ume besteht eine strikte, unumgängliche Exogamieregel; ihre Mitglieder betrachten sich als eine Einheit in Bezug auf Außenstehende. Die ume als „minimal lineage“ ist Teil eines Klans (kanaf, wie ein Name; Namen-Gruppe), der all diejenigen Personen umfasst, die ihre Abstammung auf einen gemeinsamen – mythischen und genealogisch nicht direkt nachweisbaren –  Ahnen zurückführen können.

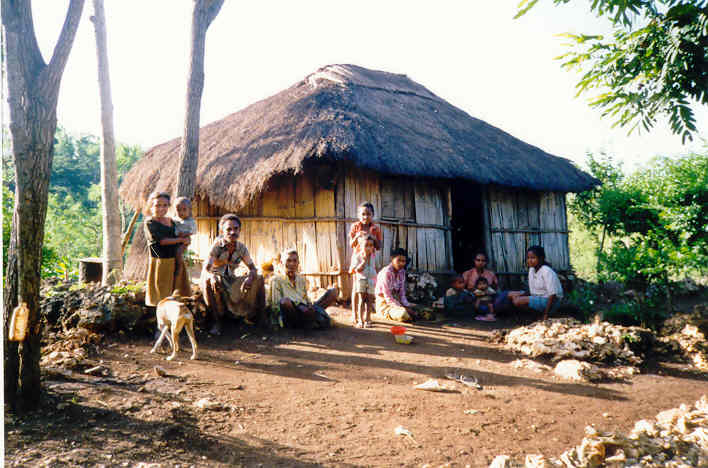
Atoin-Meto-Haushalt, Tetaf, 1990

Das traditionelle Siedlungsmuster der Atoin Meto ist ein kuan genannter Weiler; einer dieser kuan repräsentiert den Ursprungsort (als Omphalus), der die erste Landnahme durch die Ahnen markiert. Es handelt sich hier um den „heiligen Fels, die heilige Quelle“, um den Platz, der mit dem Namen einer Namen-Gruppe auf intime Weise verbunden ist.
Ein kuan stellt kein Dorf im üblichen Sinne dar: Es handelt sich um verstreut liegende Gehöfte, jedes einzelne von nur einer ume bewohnt.
Der territoriale Komplex kuan bildet ebenfalls den Siedlungsraum einer Namen-Gruppe (kanaf), einer der vielen unilinearen Abstammungseinheiten, deren Mitglieder alle den gleichen Namen tragen. Eine Namen-Gruppe setzt sich in der Regel aus vier bis zehn ume zusammen. Ein „Dorf“ der Atoin Meto besteht aus den Mitgliedern einer unilinearen Abstammungsgruppe; es gibt keine anderen „Dörfer“ der gleichen Abstammungsgruppe; die Mitglieder der einzelnen territorialen Verbände sind untereinander durch eine strenge Exogamieregel verbunden, das heißt: durch Beziehungen gegenseitiger Heirat und affinaler Verwandtschaft.

## Die politische Organisation

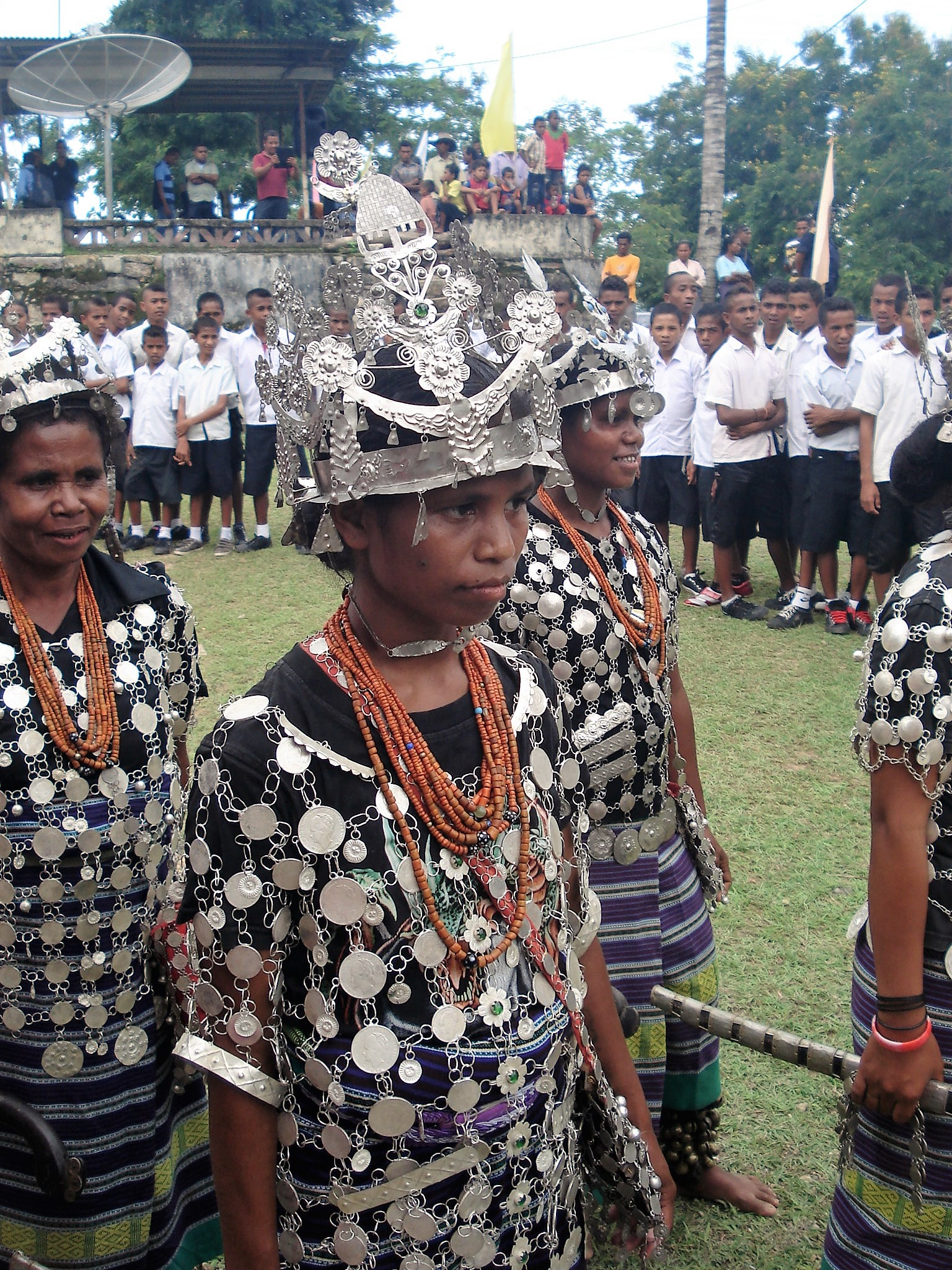
Atoin Meto in Oesilo

In der Vergangenheit war Westtimor wegen der sektionalen Interessen einzelner Lineages, Dörfer und Individuen sehr unsicher; Macht und Einfluss eines Kleinkönigs (raja, vgl. Liurai) reichte in der Regel aber nicht über sein Territorium hinaus. Autochthone politische Ordnungsvorstellungen der Atoin Meto beziehen ihre Legitimität aus der oralen Tradition. Primär handelt es sich hier um aus dem Stegreif komponierte mündliche Dichtungen, die von speziellen Funktionsträgern (Dichter-Sprechern) in den Ritualen des Lebenszyklus in ritueller Rede vorgetragen werden.
Den geographischen Raum, das Territorium, das mit einer bestimmten politischen Einflusssphäre identisch ist, ordnen die Atoin Meto mittels zwei Prinzipien:
a) Entsprechend einem Reziprozitätsprinzip, das sich aus den verwandtschaftlichen Beziehungen ableiten lässt, stellen die Atoin Meto verschiedene politische Gruppierungen – räumlich entsprechend den Haupthimmelsrichtungen orientiert – einander gegenüber. Die Kategorie feto–mone (weiblich–männlich) und olif–tataf (jüngerer Bruder – älterer Bruder) dient als strukturierendes Prinzip, das durch eine dritte Kategorie – nanan–mone` (innen–außen) – ergänzt und erweitert wird. Die gegenseitigen Beziehungen dieser Gruppen, ihre Rechte und Pflichten, projizieren die enge Verzahnung zwischen agnaten und affinalen Verwandten innerhalb der ume auf eine territoriale und politische Ebene. Die politische Organisation markiert diese Beziehungen durch die soziale Position einzelner politischer Funktionsträger innerhalb sozialer Verbände und in Bezug auf territorialen Besitz.
b) In den politischen Institutionen der Atoin Meto gilt der Grundsatz: Mindestens zwei politische Einheiten umgeben ein Zentrum und sind diesem komplementär gegenübergestellt (2+1, 4+1, 8+1).
Die räumliche Gliederung des Territoriums in nanan-mone` (innen-außen) sowie die Gleichsetzung dieser Räume mit Qualitäten wie passiv-weiblich oder aktiv-männlich wird durch die Person des Atupas (ein sakraler Herrscher mit rituellen Funktionen für das politische Territorium) und seiner vier Fetoren (die weltlichen Herrscher, die exekutive Funktionen für das politische Territorium ausüben) repräsentiert.

## Religion

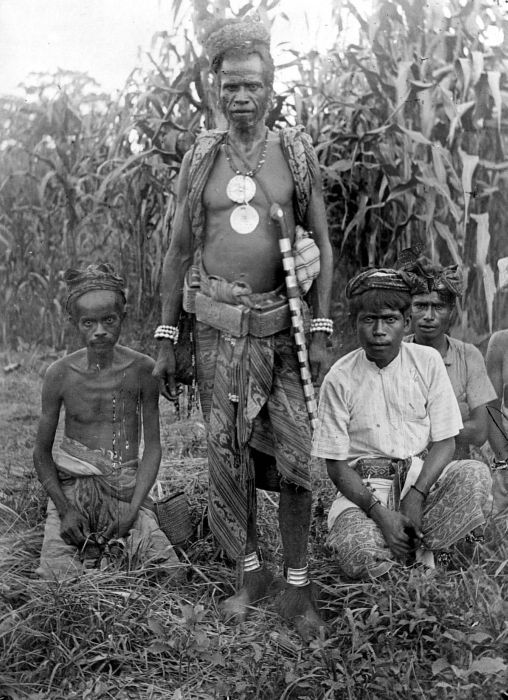
Ein Priester und Meo der Atoin Meto

Eine intensive protestantische und katholische Missionierung der Atoin Meto begann erst in diesem Jahrhundert (seit 1910). Praktizierende Christen sind weiterhin in ihrer indigenen Religion verwurzelt. In welchem Umfang einheimische religiöse Vorstellungen, Denken und Verhalten, vor allem das der bäuerlichen Bevölkerung, immer noch beeinflussen, ist unter indonesischer nationalstaatlicher Diskriminierung schwer zu beurteilen. Entsprechend den sozialen Systemen gruppieren sich auch die religiösen Vorstellungen der Atoin Meto um komplementäre Polaritäten, die einem anthropomorphen Kosmos zugrunde liegen. Unter den Bezeichnungen uis neno (Herr des Himmels) und uis pah (Herr der Erde) personifizieren und verehren sie Himmel und Erde als Voraussetzung und Grundlage ihrer landwirtschaftlichen Aktivitäten. Uis pah (die weibliche Erde) und uis neno (der männliche Himmel) werden als ein komplementäres Paar aufgefasst; gemeinsam bilden sie eine göttliche Zweiheit, in welcher der männliche uis neno eine gewisse Hegemonie ausübt. Diese Hegemonie geht allerdings nicht so weit, dass uis pah lediglich als eine Emanation von uis neno verstanden wird. Beide bilden unterschiedliche, voneinander zwar unabhängige, nicht jedoch isolierte Einheiten. Sie sind nicht getrennt denkbar, die eine kann ohne die andere nicht existieren. Die trockene Erde (uis pah) wird erst durch den lebenspendenden Regen, den Samen des Himmels (uis neno) fruchtbar. Eine geschlechtliche Gegenüberstellung von Himmel und Erde (Hieros Gamos) ist auf Timor, und darüber hinaus in ganz Ostindonesien weit verbreitetes Gedankengut.
Als „Gott des Wassers“ ist uis neno mit dem Krokodil identisch (in der rituellen Rede uis oe, Fürst des Wassers, genannt), dessen Aufenthaltsorte die Küsten, Flüsse und Seen Timors sind.